# Harry Stoddard
Harry Stoddard (geboren als Hans Schulhof; 30. Oktober 1892 in  Friedland in Böhmen, Böhmen, Österreich-Ungarn; † 7. Mai 1951 in Los Angeles, Kalifornien, Vereinigte Staaten) war ein österreichisch-ungarischer Songwriter, Komponist und Bandleader. Bekannt wurde er durch seine Arbeit in der frühen Tonfilm-Ära Hollywoods, insbesondere durch seine Komposition I Get the Blues When It Rains, die vielfach aufgenommen wurde.

## Leben

### Karriere im Vaudeville
Über seine frühen Jahre und seine Ausbildung ist wenig bekannt. Er emigrierte in die USA und wurde in New York City als Bandleader in Shanley's Restaurant bekannt. Im Dezember 1922 trat Harry Stoddard mit einer neunköpfigen Band am Broadway Theater auf. Dieser Auftritt markierte seinen Einstieg in die Vaudeville-Szene. Die Show umfasste eine 20-minütige musikalische Darbietung, die durch ein spezielles Bühnenbild und ein Karten- und Staffelsystem zur Ankündigung der Stücke strukturiert war. Stoddard führte die Band vom Klavier aus und präsentierte ein Repertoire populärer Lieder und Instrumentalstücke, darunter die Meditation aus Thais. Die Musiker spielten mehrere Instrumente, was ihre Vielseitigkeit unterstrich. Die Aufführung erhielt positive Kritiken und trug zur Etablierung von Stoddard und seiner Band in der Vaudeville-Szene bei. Im Februar 1923 beendete Harry Stoddard sein Engagement im Shanley's Restaurant, um sich vollständig auf seine Vaudeville-Auftritte zu konzentrieren. Der Zeitaufwand für die Auftritte im Café kollidierte zunehmend mit seinen Verpflichtungen im Vaudeville. Er gastierte bei verschiedenen Theatern in der Umgebung Newy Yorls.
Im März 1923 präsentierte Stoddard mit seinem Orchester nach siebenwöchiger Pause vom Broadway Theatre ein neues 28-minütiges Programm namens Streets of New York. Das Thema ermöglichte musikalische Übergänge zwischen verschiedenen Stadtvierteln, die durch austauschbare Straßenschilder auf einem Requisiten-Laternenpfahl dargestellt wurden. Die Show endete nach mehreren Zugaben mit humorvollen Einlagen, an denen auch Willie Solar und Bobbie Carbone beteiligt waren. Im Februar 1923 bereitete sich Harry Stoddard unter der Leitung seines Managers Joseph B. Franklin auf eine Orchester-Tournee von New York nach Chicago vor. Franklin, der bereits Bandleader wie Vincent Lopez und Ray Miller betreute, organisierte zudem Auftritte von Stoddards Orchester in Cafés und Sommerresorts für die kommende Saison. Die Tour führte ihn unter anderem nach  Kansas City und Milwaukee und schließlich ins Palace Theater in Chicago. Stoddards Auftritt war ein großer Erfolg, der das Publikum zu anhaltendem Applaus und mehreren geforderten Zugaben bewegte, woraufhin er sich mehrfach verbeugte. Ab Herbst des Jahres spielte Marcy Klauber, der später Stoddards Songwriting-Partner wurde, als Solosaxophonist in seinem Orchester. 1925 nannte er sein Orchester Streets of New York Orchester. Es war im April 1925 Hauptact im State Theatre. Das Programm beinhaltete neben Musik auch Gesang und dramatische Rezitationen, darunter immer noch eim „New York“-Medley, das verschiedene Stadtteile musikalisch darstellte.
Nach einer Auszeit kehrte Stoddard im August 1925 nach einem längeren Aufenthalt in seiner Heimat wieder in die Vereinigten Staaten zurück. Im September 1925 kündigte Harry Stoddard zwei Tourneen an: eine mit seiner „Streets of New York“-Band, die in Kinos auftreten sollte, und eine zweite mit einem neuen Orchester für Vaudeville, bei dem Edna Davenport als Sängerin auftrat. Im Mai 1926 geriet Harry Stoddard mit seiner Band auf die schwarze Liste der Western Vaudeville Managers’ Association W. V. M. A. und der Orpheum Junior Circuits, nachdem er ohne Genehmigung in einem Kino in Omaha aufgetreten war. Um diese Situation zu bereinigen, wurde ihm von seinem Agenten vorgeschlagen, ein reduziertes Gehalt von 1.300 Dollar zu akzeptieren, um wieder Auftrittsmöglichkeiten zu erhalten. Eine Sperrung bedeutete eine erhebliche Einschränkung der Auftrittsmöglichkeiten, was sich negativ auf die Karriere eines Künstlers auswirken konnte.

### Karriere in Hollywood
Im September 1929 wurden Harry Stoddard und Marcy Klauber von Victor und Edward Halperin beauftragt, Originalmusik für deren Filme zu komponieren, die über Tiffany-Stahl Productions vertrieben wurden. Zunächst schrieben sie die Musik für Halperins Produktion Dangerous Business. Anschließend wurden sie an die Fox Film Corporation ausgeliehen, um Stücke für  New Orleans Minstrels und Happy Days zu komponieren. Es folgten noch Arbeiten an anderen Filmen wie Cheaters. Über die weitere Karriere ist wenig bekannt. Er starb nach langer Krankheit am 7. Mai 1951 in Hollywood.

## Werke (Auswahl)
Harry Stoddard war ein Komponist und Songwriter, dessen Werke in den späten 1920er und frühen 1930er Jahren vielfach aufgenommen wurden. Besonders bekannt ist sein Stück I Get the Blues When It Rains, das von verschiedenen Interpreten in unterschiedlichen Arrangements eingespielt wurde-
- I Get the Blues When It Rains (Digitalisat bei Musescore)
  - Burt Lorin, Nathaniel Shilkret, Victor Orchestra – 4. April 1929, Victor BVE-51604
  - Johnny Marvin, Ed Smalle – 11. April 1929, Victor BVE-51616
  - Jesse Crawford, Paul Small – 28. August 1929, Victor BVE-55378
  - Riley Puckett – 23. August 1939, Victor BS-041276
  - Elton Britt, Skytoppers – 16. Oktober 1946, Victor D6VB-3058
  - Annette Hanshaw, The New Englanders – 30. April 1929, Columbia W148394
  - Guy Lombardo, Lebert Lombardo, Royal Canadians – 17. Mai 1929, Columbia W148555
- Oh! How I Adore You aus dem Film Party Girl
  - Arthur Fields, Golden Gate Orchestra – 27. Januar 1930, Columbia 149917
  - Selvin’s Orchestra – 5. Februar 1930, Columbia W149963
  - Meyer Davis' Hotel Astor Orchestra, Joe Moss – Januar 1930, Brunswick E31997
- Farewell aus dem Film Party Girl

Stoddards Kompositionen wurden in verschiedenen musikalischen Stilen interpretiert, was seinen Einfluss auf die Musikszene der Zeit unterstreicht. Die Vielzahl an Aufnahmen und die unterschiedlichen Arrangements zeugen von der breiten Anerkennung in der Jazz- und Tanzmusik.

### Filmografie (Auswahl)
- Dangerous Business (1929), Tiffany-Stahl
- Happy Days (1929), Fox
- Party Girl (1930), Tiffany-Stahl
- Cheaters (1934)